# French Camp (Mississippi)
French Camp è una città (town) degli Stati Uniti d'America, situata nella contea di Choctaw, nello Stato del Mississippi.